# 克萊沃的瑪麗·埃萊奧諾雷
瑪麗·埃萊奧諾雷（德語：Marie Eleonore，1550年6月16日—1608年6月1日），普魯士公爵夫人，于利希-克萊沃-貝格公爵威廉的女兒，英國維多利亞女王的母親是其第五女瑪格達萊娜·西比勒的後代子孫之一。

## 家庭
1573年，瑪麗·埃萊奧諾雷和普魯士公爵阿爾布雷希特·腓特烈結婚，兩人共有五個女兒：
1. 安娜（1576年—1625年），布蘭登堡選侯夫人
2. 瑪麗（1579年—1649年），布蘭登堡-拜律特藩侯夫人
3. 索菲（1582年—1610年），庫爾蘭公爵夫人
4. 埃萊奧諾雷（1583年—1607年），布蘭登堡選侯夫人
5. 瑪格達萊娜·西比勒（1586年—1659年），薩克森選侯夫人